# Acanthodelta imperatrix
Acanthodelta imperatrix là một loài bướm đêm trong họ Noctuidae.